# David Ostrosky
David Ostrosky Winograd (Ciudad de México,1 de diciembre de 1956-Ciudad de México, 17 de agosto de 2023)fue un actor mexicano con más de cuarenta años de trayectoria.Trabajó en telenovelas, cine y teatro.

## Vida y salud
Descendiente de judíos.Su padre, Pedro Ostrosky era un judío lituano nacido en Ucrania y su madre Gueña Vinograd era de Polonia.
A finales del año 2022, se le detectó un tumor en un brazo. Después de varias quimioterapias, los médicos determinaron que se debía amputar dicho brazo para evitar la propagación del cáncer al resto del cuerpo. El actor falleció el 17 de agosto del 2023 a causa de este tumor.

## Vida personal
Estuvo casado con la actriz Belinda Slomiansky. Tuvieron tres hijos, Ariela Ostrosky de Goldstein (nacida en 1985), Pedro (nacido en 1987) y Aaron Ostrosky (nacido en 1989).

## Trabajo

### Telenovelas
- La mujer de mi vida (2024) .... Celestino Castro[9]
- Amores que engañan (2023) .... Javier.
- Vencer la ausencia (2022) .... Homero Funes #1.[10]
- Volver a amar (2020-2021) .... Alberto Galván
- La Casa de las Flores (2018-2020).... Doctor Salomón Cohen.
- Por amar sin ley (2018-2019).... Saúl Morales.
- ¡Muy padres! (2017-2018).... Alfredo Elizalde.
- Secretos de toda culpa (2016-2017) .... Javier
- A que no me dejas (2015-2016).... Clemente Ricart.
- Hasta el fin del mundo (2014-2015) .... Martín Coria.
- Por siempre mi amor (2013-2014) .... Gilberto Cervantes.
- Porque el amor manda (2012-2013) .... Licenciado Astudillo.
- Un refugio para el amor (2012) .... Claudio Linares.
- Una familia con suerte (2011-2012) .... Licenciado Ernesto Quesada.
- El encanto del águila (2011) .... Doctor Gustavo A. Uruturchu Peralta.
- Soy tu dueña (2010) .... Moisés Macotela.
- Justicia (2010) .... Licenciado Gilberto Robles
- Cuando me enamoro (2010-2011) .... Benjamín Casillas.
- Alma de hierro (2008-2009)... Alonso Ferrer.
- En nombre del amor (2008-2009) .... Rodolfo Bermúdez.
- Destilando amor (2007) .... Eduardo Saldívar.
- Duelo de pasiones (2006) .... Elías Bernal.
- Alborada (2005-2006) .... Agustín de Corsa.
- Barrera de amor (2005-2006) .... Ulises Santillana.
- Amy, la niña de la mochila azul (2004) .... Sebastián Hinojosa.
- Bajo la misma piel (2003-2004) .... Jaime Sandoval.
- ¡Vivan los niños! (2002-2003) .... Doctor Bernardo Arias.
- El juego de la vida (2001-2002) .... Rafael Duarte.
- Sin pecado concebido (2001) .... Diego Enrique Castellanos.
- El derecho de nacer (2001) .... José Rivera.
- Carita de ángel (2000-2001) .... José Velasco.
- La casa en la playa (2000) .... César Villarreal Talamonti.
- Cuento de Navidad (1999-2000).
- El diario de Daniela (1998-1999) .... Gustavo Corona.
- El secreto de Alejandra (1997-1998) .... Rubén.
- Alguna vez tendremos alas (1997) .... Ricardo Aguilera.
- La antorcha encendida (1996) .... Mariano Abasolo.
- Marisol (1996) .... Mariano Ruiz.
- María la del barrio (1995-1996) .... Zabala.
- Bajo un mismo rostro (1995) .... Rubén Montesinos.
- Agujetas de color de rosa (1994-1995) .... Víctor Manuel Medina.
- El vuelo del águila (1994-1995) .... Trujeque.
- Valentina (1993-1994) .... Diego.
- María Mercedes (1992-1993) ... Doctor Muñoz.
- Las secretas intenciones (1992) .... Doctor Gilberto Fuentes.
- Alcanzar una estrella II (1991) .... Roberto Uribe.
- La pícara soñadora (1991) .... Claudio Rendón.
- Alcanzar una estrella (1990) .... Licenciado del Valle.
- Simplemente María (1989-1990) .... Rodrigo de Peñalvert, Conde de Arenzo.
- Carrusel (1989-1990) .... Isaac Ravinovich #1.
- Teresa (1989-1990) .... Wilebaldo "Willy".
- Dos vidas (1988).
- Rosa salvaje (1987-1988) .... Carlos Manrique.
- Marionetas (1986) .... Luis.
- Principessa (1984-1986) .... Juan Carlos Villanueva.

### Series de televisión
- Mujer, casos de la vida real (1996-2006).
- Incógnito (2007-2008) .... Hijo de Juan Samperio.
- Mujeres asesinas (2008) .... Papá de Sandra Luisa.
- Central de abasto (2008) .... Pedro.
- La rosa de Guadalupe (2008) .... Samuel.
- Los simuladores - Temporada II (2009).
- Como dice el dicho (2011-2018).
- Sin miedo a la verdad (2018) .... Doctor Jaramillo.
- Vis a vis: El Oasis (2020) .... Víctor Ramala.
- Chueco (2023) .... Roberto.

## Teatro
- Doce hombres en pugna (2009).
- Esperando a Godot.
- Éxito a cualquier precio

### Películas
- Triste recuerdo (1990)
- Como agua para chocolate (1992) .... Juan de la Garza.
- La segunda noche (2001) .... Saúl.
- Morirse está en hebreo (2007) .... Ricardo.
- Secretos de familia (2009)
- La Casa de las Flores: la película (2021) .... Doctor Salomón Cohen.[11]

### Comerciales
- Lada de Telmex (1997-2000).

## Premios y nominaciones

### Premios TV y Novelas 1987
| Categoría              | Telenovela | Resultado |
| ---------------------- | ---------- | --------- |
| Mejor actor revelación | Marionetas | Nominado  |